# Niklas Nienaß
Niklas Nienaß (ur. 14 kwietnia 1992 w Marl) – niemiecki polityk, deputowany do Parlamentu Europejskiego IX kadencji.

## Życiorys
W 2011 ukończył szkołę średnią w Akwizgranie, a w 2018 studia licencjackie na Uniwersytecie w Rostocku. Od 2009 działacz Zielonych i jej młodzieżówki Grüne Jugend w Meklemburgii-Pomorzu Przednim. W 2015 został rzecznikiem jednej z grup roboczych, a w 2018 dołączył do zarządu krajowego partii. W wyborach w 2019 uzyskał mandat eurodeputowanego IX kadencji.
W 2020 objął patronat nad Zmicierem Kazłou, blogerem i więźniem politycznym z Białorusi.